# Mikko Lehtonen (Eishockeyspieler, 1987)
Mikko Kristian Lehtonen (* 1. April 1987 in Espoo) ist ein finnischer Eishockeyspieler, der zuletzt bis Mai 2023 beim ESV Kaufbeuren aus der DEL2 unter Vertrag gestanden und dort auf der Position des rechten Flügelstürmers gespielt hat.

## Karriere
Mikko Lehtonen begann seine Karriere als Eishockeyspieler in seiner Heimatstadt in der Jugend der Espoo Blues, für deren Profimannschaft er in der Saison 2003/04 sein Debüt in der SM-liiga gab. Dabei blieb er bei seinem einzigen Einsatz punkt- und straflos. In der folgenden Spielzeit lief der Angreifer erneut nur in einem Spiel für die Blues in der SM-liiga auf und verbrachte die restliche Zeit bei deren A-Junioren. Anschließend wurde er im NHL Entry Draft 2005 in der dritten Runde als insgesamt 83. Spieler von den Boston Bruins ausgewählt. Zunächst blieb der Rechtsschütze jedoch in Finnland, wo er sich einen Stammplatz bei den Blues erkämpfte, mit denen er in der Saison 2007/08 erst in den Finalspielen um die Meisterschaft an Kärpät Oulu scheiterte. Parallel nahm der ehemalige Junioren-Nationalspieler von 2005 bis 2007 für die finnische U20-Nationalmannschaft am Spielbetrieb der zweitklassigen Mestis teil.
Im Sommer 2008 wurde Lehtonen von den Boston Bruins nach Nordamerika berufen. Dort gab er in der Saison 2008/09 sein Debüt in der National Hockey League, in der er allerdings nur ein Mal auf dem Eis stand. Die restliche Spielzeit verbrachte er im Farmteam Bostons, bei den Providence Bruins aus der American Hockey League, für die er in 72 Spielen insgesamt 53 Scorerpunkte erzielte.
Im August 2010 wurde Lehtonen vom Skellefteå AIK aus der Elitserien verpflichtet. Mit diesem erreichte der Finne in der Spielzeit 2010/11 die Playoff-Finalspiele der Elitserien, in denen die Mannschaft gegen Färjestad BK unterlag. Während der regulären Saison hatte Lehtonen 30 Tore erzielt und die Håkan Loob Trophy als bester Torschütze gewonnen. Im Mai 2011 wurde er von Sewerstal Tscherepowez aus der Kontinentalen Hockey-Liga unter Vertrag genommen. Nachdem er bereits zum Ende der Saison 2012/13 bei den ZSC Lions 17 Partien absolviert hatte, unterzeichnete er Ende Juni 2013 beim amtierenden Schweizermeister SC Bern einen Zweijahresvertrag. Zur Saison 2014/15 kehrte Lehtonen zu Skellefteå AIK zurück, blieb dort allerdings nur eine halbe Saison, ehe er sich im Januar dem Örebro HK anschloss.
Weitere Stationen seiner Karriere waren die Djurgårdens IF, Kärpät Oulu und Hämeenlinnan Pallokerho (HPK), ehe er im Januar 2018 zum KHL Medveščak Zagreb in die EBEL wechselte. Dort erlitt er eine langwierige Handverletzung, kehrte für das Continental-Cup-Turnier im November 2018 in Belfast aufs Eis zurück, brach sich dort das Bein und musste erneut operiert werden.
Zur Saison 2019/20 wechselte Lehtonen innerhalb der EBEL zu Fehérvár AV19. Im Januar 2022 wechselte Lehtonen nach Deutschland zum ESV Kaufbeuren und spielte dort bis zum Ende der Saison 2022/23.

### International
Für Finnland nahm Lehtonen an der U18-Junioren-Weltmeisterschaft 2005 sowie den U20-Junioren-Weltmeisterschaften 2006 und 2007 teil.

## Erfolge und Auszeichnungen
- 2008 Finnischer Vizemeister mit den Espoo Blues
- 2010 Teilnahme am AHL All-Star Classic
- 2011 Håkan Loob Trophy

### International
- 2006 Bronzemedaille bei der U20-Junioren-Weltmeisterschaft
- 2007 Topscorer bei der U20-Junioren-Weltmeisterschaft